# Station Beuvry (Pas-de-Calais)
Station Beuvry (Pas-de-Calais) is een treinstation, gelegen op het grondgebied van de gemeente Beuvry, in het departement Pas-de-Calais in Frankrijk. Het station ligt aan de lijn van Fives naar Abbeville, tussen de stations Cuinchy en Béthune terzijde van het Canal d'Aire. Het was het beginpunt van het gesloten lijntje van Beuvry naar Béthune-Rivage.